# МРТ 1
МРТ 1 (Македонска радио-телевизия 1) е първи национален обществен телевизионен канал в Северна Македония, собственост на държавната Македонска радио-телевизия.
Създадена е през 1964 г. като ТВ Скопие, през 1978 г. се преименува на ТВС 1 – ТВ Скопие 1, а периода 1991 – 2012 г. е МТВ 1 – Македонска телевизия 1.